# Sanyika Shakur
Sanyika Shakur, född 13 november 1963 i Los Angeles, Kalifornien som Kody Dejohn Scott, död 6 juni 2021 i Oceanside, även kallad Monster, var en amerikansk gängmedlem som skrev en bok med just den titeln. Han blev medlem i Los Angeles ökända Cripsgäng, men efter några år i fängelse bytte han livsbana, och sitt namn till Sanyika Shakur, och skrev boken som beskriver hans uppväxt i L.A:s förorter. 